# Chazeuil (Nièvre)
Pour les articles homonymes, voir Chazeuil.
Chazeuil est une commune française située dans le département de la Nièvre, en région Bourgogne-Franche-Comté.
Ses habitants sont les Chazuilois.

## Géographie
Sa superficie est de 461 ha, la commune est propriétaire de 8 ha de bois et de 20 ha de terres dans le Canard, lequel se jette dans le Beuvron. À l’écart des routes principales, la commune s’étire le long de la vallée verdoyante du Porteau, à partir de sa source, et sur lequel sont situés deux lavoirs.

### Climat
Pour des articles plus généraux, voir Climat de la Bourgogne-Franche-Comté et Climat de la Nièvre.
En 2010, le climat de la commune est de type climat océanique dégradé des plaines du Centre et du Nord, selon une étude du Centre national de la recherche scientifique s'appuyant sur une série de données couvrant la période 1971-2000. En 2020, Météo-France publie une typologie des climats de la France métropolitaine dans laquelle la commune est exposée à un climat océanique altéré et est dans la région climatique  Centre et contreforts nord du Massif Central, caractérisée par un air sec en été et un bon ensoleillement. 
Pour la période 1971-2000, la température annuelle moyenne est de 10,8 °C, avec une amplitude thermique annuelle de 15,9 °C. Le cumul annuel moyen de précipitations est de 907 mm, avec 13 jours de précipitations en janvier et 8,1 jours en juillet. Pour la période 1991-2020, la température moyenne annuelle observée sur la station météorologique de Météo-France la plus proche, « Premery », sur la commune de Prémery à 12 km à vol d'oiseau, est de 11,1 °C et le cumul annuel moyen de précipitations est de 911,1 mm. 
La température maximale relevée sur cette station est de 40,5 °C, atteinte le 11 août 2003 ; la température minimale est de −15,1 °C, atteinte le 26 janvier 2007,,. 
Les paramètres climatiques de la commune ont été estimés pour le milieu du siècle (2041-2070) selon différents scénarios d'émission de gaz à effet de serre à partir des nouvelles projections climatiques de référence DRIAS-2020. Ils sont consultables sur un site dédié publié par Météo-France en novembre 2022.

## Urbanisme

### Typologie
Au 1er janvier 2024, Chazeuil est catégorisée commune rurale à habitat très dispersé, selon la nouvelle grille communale de densité à sept niveaux définie par l'Insee en 2022.
Elle est située hors unité urbaine et hors attraction des villes,.

### Occupation des sols
L'occupation des sols de la commune, telle qu'elle ressort de la base de données européenne d’occupation biophysique des sols Corine Land Cover (CLC), est marquée par l'importance des territoires agricoles (89,9 % en 2018), une proportion identique à celle de 1990 (89,9 %). La répartition détaillée en 2018 est la suivante : 
terres arables (62,6 %), prairies (27,3 %), forêts (10,1 %). L'évolution de l’occupation des sols de la commune et de ses infrastructures peut être observée sur les différentes représentations cartographiques du territoire : la carte de Cassini (XVIIIe siècle), la carte d'état-major (1820-1866) et les cartes ou photos aériennes de l'IGN pour la période actuelle (1950 à aujourd'hui).

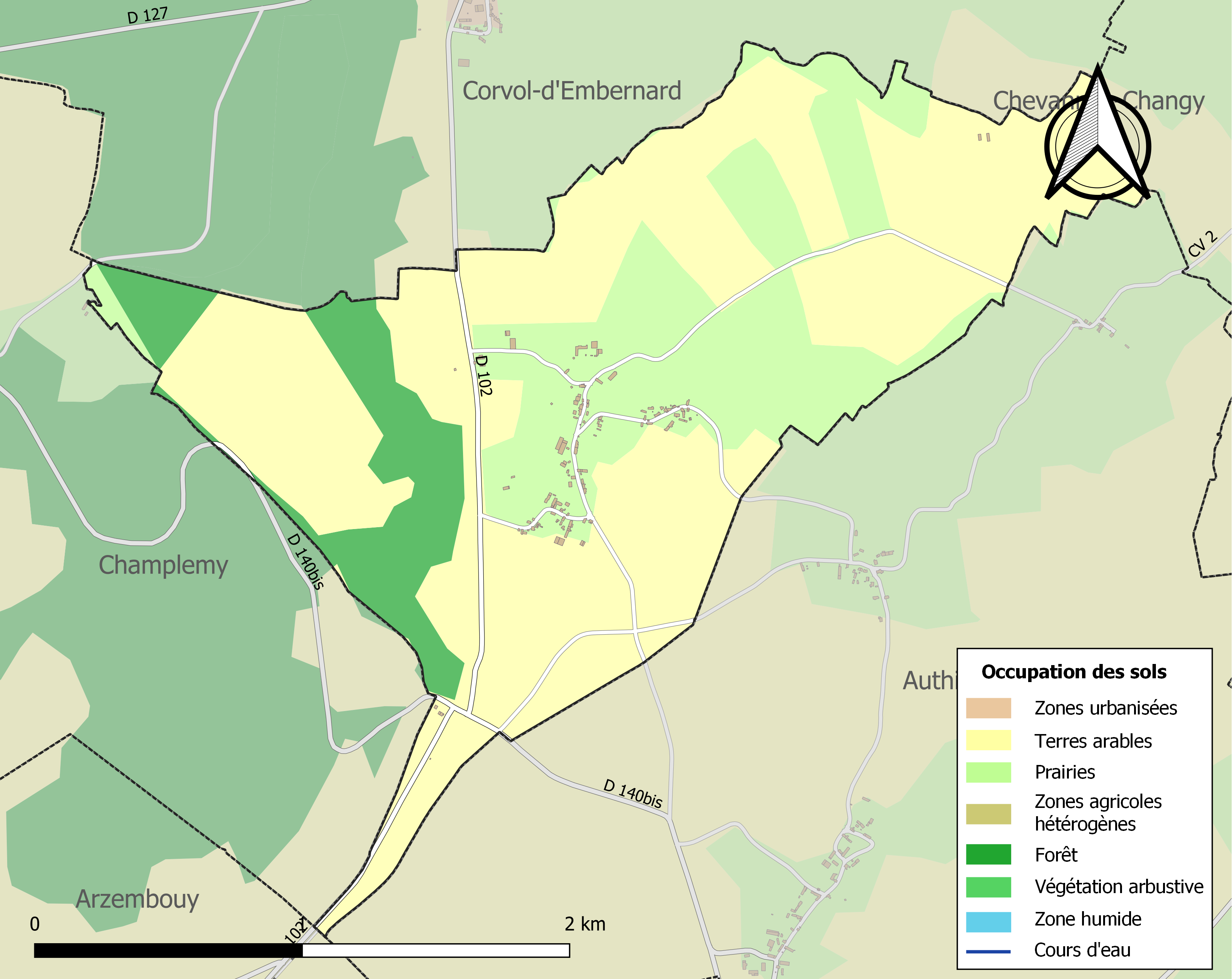
Carte des infrastructures et de l'occupation des sols de la commune en 2018 (CLC).

## Toponymie
Le nom de la commune peut s'expliquer de plusieurs façons :
- casottum, petite maison, dérivé du latin casa, maison ;
- cassus oculus (cas-ottum, petite maison) puis Chazeuil-Lavault (la vallée) ;
- chazel ou chazeau, métairie[13].

On relève les occurrences suivantes : Chazuil (1231), Chassum (1287), Cura de Casso Oculo (1478), Chaseul (1484) et Chazeuille (1778).

## Histoire
- La première mention du nom de la commune date de 1231 : Chazuil.
- Le 23 avril 1740, Étienne Despatys, conseiller au bailliage et siège présidial d’Auxerre, fait l’acquisition pardevant notaire du fief de Chazeuil[15].
- En 1901[16], le nombre d'habitants de Chazeuil, qui compte 83 maisons, s'élève à 202 individus. La commune compte un instituteur public, deux cantonniers (communal et départemental), deux gardes champêtres (dont un privé), une garde-barrière et un poseur[17]  au PLM (ancienne compagnie des chemins de fer). Il n’y a que deux commerçants : un aubergiste et un marchand de moutons. Les artisans sont plus nombreux : 5 ouvriers maçons, 2 sabotiers, 1 couvreur, 2 couturières, 2 lingères (employées par les sœurs de Chevannes). La profession la plus représentée est celle de propriétaire-cultivateur (22), suivie par les ouvriers et journaliers agricoles (20), les agriculteurs ou domestiques à gages (13), les fermiers (2). On recense également dans la commune 1 charbonnier, 1 vigneron, 1 propriétaire- carrier, 1 propriétaire-berger et... 2 rentiers. Au total, on relève à Chazeuil 21 professions différentes. On n’y trouve, selon le recensement de 1901, ni médecin ni notaire ni sage-femme. Comme dans bon nombre de communes nivernaises, les familles du village accueillent des enfants assistés de la Seine : ils sont 7.

### Curé
- Pierre Molin (1687)[18].

### Seigneurs
- 1641 : le seigneur de Chazeuil s'appelle Jehan Jarreau et vit aux Duprés à Colméry[19].
- Armand des Bordes, écuyer, gendarme du roi, sieur de Chazeuil en partie (1664) ; Jean Jarreau, sieur de Chazeuil (1664) ; prieur de Saint-Révérien (1687) ; Michel Fremin (1714)[18].

## Politique et administration
| Période                                  | Période  | Identité             | Étiquette | Qualité  |
| ---------------------------------------- | -------- | -------------------- | --------- | -------- |
| 2007                                     | 2014     | Daniel Barbier       |           | Retraité |
| 2014                                     | En cours | Armelle Poras-Hameau |           |          |
| Les données manquantes sont à compléter. |          |                      |           |          |

## Démographie
L'évolution du nombre d'habitants est connue à travers les recensements de la population effectués dans la commune depuis 1793. Pour les communes de moins de 10 000 habitants, une enquête de recensement portant sur toute la population est réalisée tous les cinq ans, les populations de référence des années intermédiaires étant quant à elles estimées par interpolation ou extrapolation. Pour la commune, le premier recensement exhaustif entrant dans le cadre du nouveau dispositif a été réalisé en 2006.

En 2022, la commune comptait 61 habitants, en stagnation par rapport à 2016 (Nièvre : −3,28 %, France hors Mayotte : +2,11 %).
| 1793 | 1800 | 1806 | 1821 | 1831 | 1836 | 1841 | 1846 | 1851 |
| ---- | ---- | ---- | ---- | ---- | ---- | ---- | ---- | ---- |
| 239  | 271  | 253  | 268  | 293  | 270  | 270  | 312  | 338  |

| 1856 | 1861 | 1866 | 1872 | 1876 | 1881 | 1886 | 1891 | 1896 |
| ---- | ---- | ---- | ---- | ---- | ---- | ---- | ---- | ---- |
| 307  | 303  | 272  | 279  | 291  | 307  | 278  | 224  | 223  |

| 1901 | 1906 | 1911 | 1921 | 1926 | 1931 | 1936 | 1946 | 1954 |
| ---- | ---- | ---- | ---- | ---- | ---- | ---- | ---- | ---- |
| 200  | 191  | 166  | 144  | 120  | 108  | 110  | 110  | 87   |

| 1962 | 1968 | 1975 | 1982 | 1990 | 1999 | 2006 | 2011 | 2016 |
| ---- | ---- | ---- | ---- | ---- | ---- | ---- | ---- | ---- |
| 73   | 66   | 73   | 54   | 39   | 51   | 68   | 54   | 61   |

| 2021 | 2022 | - | - | - | - | - | - | - |
| ---- | ---- | - | - | - | - | - | - | - |
| 60   | 61   | - | - | - | - | - | - | - |

## L'habitat
Les noms donnés à d’importants domaines château d’en bas, château d’en haut, ne font que conforter l’importance prise au XIXe siècle par la bourgeoisie rurale, en l’absence de véritable demeure seigneuriale.

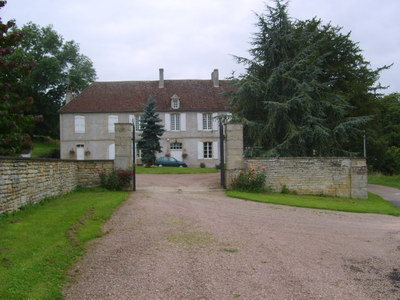
Chateau d'en haut.
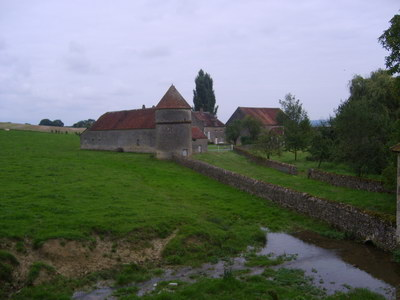
Chateau d'en bas.

## La paroisse
La paroisse fut fondée au IXe siècle par l’évêque Eumène de Nevers, qui était propriétaire du château de la commune voisine : Arthel.

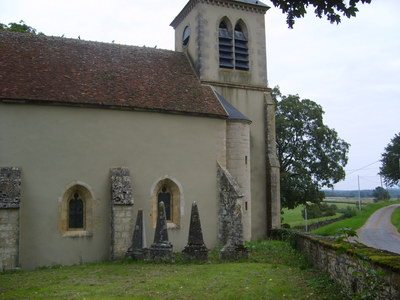
Église de Chazeuil de profil.
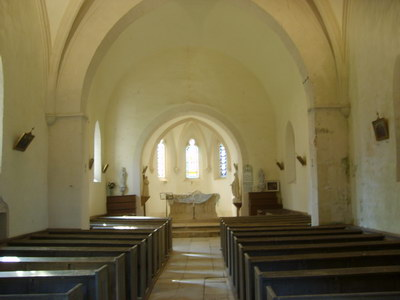
Nef de l'église.
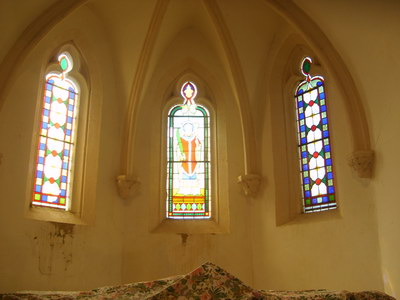
Vitraux de l'église.
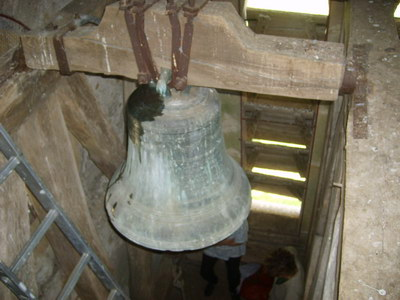
Cloche de l'église.
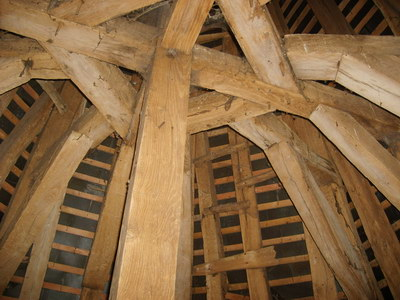
Charpente du clocher.

## Lieux et monuments
Patrimoine religieux
Jusqu’à la Révolution, l’église Saint-denis du XVe siècle est placée sous la nomination du prieuré de Saint-Révérien. Elle conserve quelques caractéristiques du gothique tardif comme son portail ouvrant dans un clocher-porche, il est surmonté d’un tympan ogival vitré qui repose sur deux doubles colonnettes. Le plan est simple, sans travée. Chœur à deux travées droites voûtées d'ogives, précédée par une nef charpentée.  Dans l’ancien cimetière, proche de l’église, quatre tombes en pierre sont étrangement dressées. Elle a été restaurée en 1994 (ravalement et toiture).
Dans l’église :
- Vitrail du chœur du XIXe siècle. Ce vitrail, comme les deux autres qui l’entourent, est en partie orné de feuilles d’acanthe.
- Statue de saint Denis du XVIe siècle. En pierre polychrome (H 90 cm).
- Statue de la Vierge à l’Enfant de la fin du XVIe siècle. En pierre polychrome (H 90 cm).
- Plaque commémorative des morts pour la patrie (1919-1920). En tôle émaillée (78x40 cm)-l’émailleur : atelier Françoise.

Messe célébrée environ deux fois par an. Le 9 octobre, messe de la Saint-Denis, avec une procession.
Ouverte le premier samedi et le troisième dimanche de juin à septembre de 13 h à 18 h.

## Agriculture et élevage
L’habitat est dispersé, les exploitations agricoles actuelles et les bâtiments anciens montrent l’origine d’un fief à revenus agricoles.

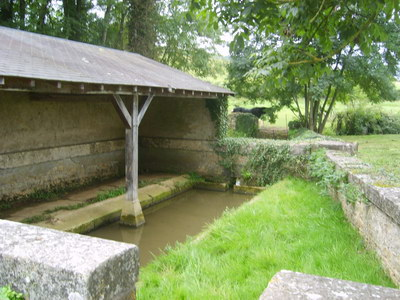
Lavoir du Porteau.
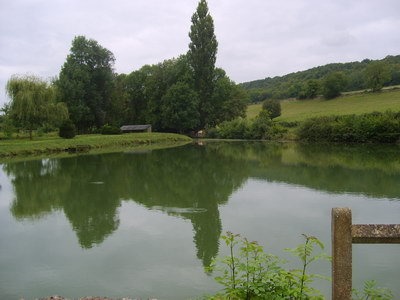
Le Bief du fond de ce lavoir communal a été directement fait sur la source, captée dans la fontaine.
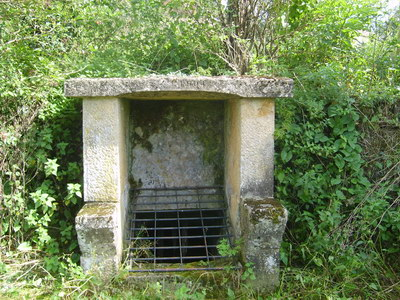
La fontaine Margout a été en 1904 d’une margelle.
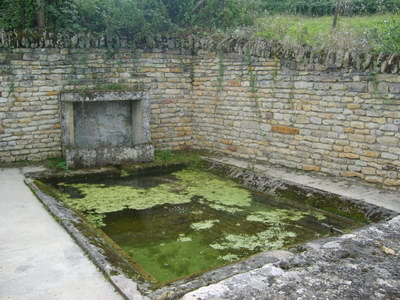
La fontaine Aubrun.

## Personnalités liées à la commune
- Henri Carré, instituteur, auteur d'une monographie consacrée à Chazeuil[25].